# Neolophonotus setiventris
Neolophonotus setiventris är en tvåvingeart som först beskrevs av Friedrich Hermann Loew 1858.  Neolophonotus setiventris ingår i släktet Neolophonotus och familjen rovflugor. Inga underarter finns listade i Catalogue of Life.